# Giuseppe Sarti
Pour les articles homonymes, voir Sarti.
Giuseppe Sarti est un compositeur italien né le 1er décembre 1729, à Faenza (Émilie-Romagne) et mort le 28 juillet 1802 à Berlin.
Auteur de nombreux opéras, il n'est aujourd'hui connu que grâce à l'allusion à l'air de son opéra Fra i due litiganti, « Come un'agnello », que Mozart a cité lors de la scène finale de Don Giovanni,.

## Biographie
Giuseppe Sarti, attiré très jeune par la musique, se rend à Padoue, où il l'étudie avec le Père Francesco Antonio Vallotti (qui codifie la théorie de la dissonance), puis à Bologne avec le fameux Padre Martini.
De retour dans sa ville natale, il est tout d'abord nommé organiste de la cathédrale, puis en 1752, directeur du théâtre. Son premier opéra, Il re pastore y est représenté à Pesaro la même année. 
À la fin de 1753, Giuseppe Sarti est invité à Copenhague et chargé de diriger la troupe de Pietro Mingotti. Le 14 octobre 1754 est créé dans la capitale danoise son opéra Antigono. Ses opéras (Vologeso, Antigono, Ciro Riconosciuto) plaisent au roi Frédéric V, qui le nomme maître de chapelle de la cour, puis directeur de l'opéra italien. Il reste douze ans au Danemark et y compose une quarantaine d'œuvres scéniques. À la fermeture de l'opéra italien (en 1763), il est nommé directeur de la musique de cour.
En 1765, alors qu'il voyage en Italie afin d'engager des chanteurs, la mort de Frédéric V amène un changement brutal de sa situation. Perdant son poste à Copenhague, Sarti est engagé comme maestro di coro au Conservatoire della Pietà de Venise, où il reste deux années (de 1766 à 1768).
En 1769, il se rend à Londres, où il ne parvient à subsister qu'en donnant des leçons.
En 1770, il retourne à Copenhague et reprend ses fonctions de directeur de la chapelle royale jusqu'en 1775. En 1775, Giuseppe Sarti rentre en Italie et se fixe dans la cité des Doges avec son épouse, la cantatrice Camilla Passi.
En 1779, il remporte le concours de recrutement pour le poste de maître de chapelle de la cathédrale de Milan devant Giovanni Paisiello, qui est alors le maître de chapelle de la tsarine Catherine II de Russie. Il conserve cette fonction jusqu'en 1784 et a, au cours de son séjour dans la capitale lombarde, comme élève Luigi Cherubini. 
En janvier 1781, son opéra Giulio Sabino est créé sur la scène du Teatro San Benedetto à Venise pour le Carnaval.
La cour de Russie cultivait la musique et l’opéra, invitant des compositeurs italiens dont Francesco Araja est le premier. Giuseppe Sarti est lui-même invité à la cour impériale russe en 1784, comme cela a été le cas auparavant de Baldassare Galuppi, Tommaso Traetta et Giovanni Paisiello, et comme ce sera le cas après lui pour Domenico Cimarosa et Vicente Martin y Soler, espagnol de naissance, mais italien de cœur.
Au cours de son voyage pour prendre ses fonctions de directeur de la chapelle impériale de Saint-Pétersbourg, il s'arrête quelque temps à Vienne, où il est reçu par l'empereur Joseph II. Il y rencontre Mozart, qui apprécie sa musique, très connue dans la capitale autrichienne, où ses opéras triomphent au Burgtheater.
À Saint-Pétersbourg est créée, en janvier 1786 son Armida e Rinaldo, d'après son Armida Abbandonata créée à Copenhague. Les intrigues de la prima donna Luiza Todi, l'éloignent de Catherine II. Sarti entre alors au service du prince Potemkine, favori de la tsarine, qu'il suit même lors de sa campagne contre les Turcs ! Après la mort de Potemkine en 1791, et une période d'enseignement, il retrouve en 1793 ses fonctions de compositeur de la cour. L'assassinat du tsar Paul Ier en 1801, lui fait quitter définitivement la Russie.
C'est au cours de son voyage de retour vers l'Italie, lors d'une halte à Berlin, qu'il meurt le 28 juillet 1802.

## Œuvres
Musique lyrique
- Il re pastore, opéra, (1752)
- Il Vologeso, opéra, (1754)
- Antigono, opéra, (1754)
- Ciro riconosciuto, (1755)
- Arianna e Teseo, opéra, (1756)
- Anagilda, opéra, (1758)
- Armida abbandonata, opéra, (1759)
- Achille in Sciro, opéra, (1759)
- Andromaca, opéra, (1759-1760)
- Filindo, opéra, (1760)
- Didone abbandonata (1762)
- Il gran Tamerlano (1764)
- Le gelosie villane (1776)
- Medonte, re di Epiro (1777)
- Giulio Sabino, opéra, (1781)
- Fra i due litiganti il terzo gode, opéra, (1782)
- Gli Amanti Consolati, opéra (1784)
- Armida e Rinaldo, opéra (1786)
- Enea nel Lazio, opéra (1799)

Musique instrumentale
- Sonates pour clavecin et autres instruments (catalogue thématique Satta)
  - S. I: 1 Sonate en ré majeur pour clavecin et violon ou flûte (édition fac-similé, SPES 1989)
  - S. I: 2 Sonate en ré majeur pour violon et clavecin
  - S. I: 3 Sonate en mi mineur pour clavecin et violon ou flûte (édition fac-similé, SPES 1989)
  - S. I: 4 Sonate en sol majeur pour clavecin et violon ou flûte (édition fac-similé, SPES 1989)

- Sonates pour clavecin, orgue ou piano (catalogue thématique Satta)
  - S. II: 1 Sonate en do majeur pour clavecin (édition moderne, Ricordi 1979)
  - S. II: 2 Sonate en ré majeur pour clavecin (édition moderne avec fac-similé, Esarmonia 2008)
  - S. II: 2a Sonate en ré majeur pour l'orgue (édition moderne avec facsimile, Esarmonia 2009)
  - S. II: 3 Sonate en ré majeur pour clavecin (édition moderne avec fac-similé, Esarmonia 2008)
  - S. II: 4 Sonate en ré majeur pour clavecin (édition moderne avec fac-similé, Esarmonia 2008)
  - S. II: 5 Sonate en ré majeur pour clavecin (édition moderne avec fac-similé, Esarmonia 2009)
  - S. II: 6 Sonate en ré majeur pour clavecin (manuscrit inachevé)
  - S. II: 7 Sonate en mi bémol majeur pour clavecin (édition moderne avec fac-similé, Esarmonia 2009)
  - S. II: 8 Sonate en fa majeur pour clavecin (édition moderne, Eurarte 2002)
  - S. II: 9 Sonate en sol majeur pour clavecin (édition moderne, Ricordi 1979)
  - S. II: 10 Sonate en sol majeur pour clavecin (édition moderne, Ricordi 1979)
  - S. II: 11 Sonate en sol majeur pour clavecin (édition moderne, Eurarte 2002)
  - S. II: 12 Sonate en sol majeur pour clavecin (édition moderne avec fac-similé, Esarmonia 2008)
  - S. II: 13 Sonate en sol majeur pour clavecin (édition moderne avec fac-similé, Esarmonia 2008)